# مصعب الجوير
مصعب فهد الجوير (مواليد 20 يونيو 2003) لاعب كرة قدم سعودي محترف في مركز وسط يلعب في نادي القادسية. تدرج اللعب من الفئات السنية بنادي الهلال حتى لعب للفريق الأول، عندما وقع أول عقد احترافي بحضور رئيس مجلس إدارة نادي الهلال الأستاذ فهد بن نافل يوم 08 أغسطس 2021 لعقد مدة عامين لتمثيل فريق نادي الهلال لكرة القدم الأول حتى عام 2023، بعد مضي خمسة أشهر أظهر صاحب 18 عامًا قدرة وثقة عالية على أرضية الملعب بالرغم من مشاركته في ثلاثة مباريات، ما اكسبه ثقة الجهاز الفني والإداري ليتم إعلان تجديد عقده في 18 يناير 2022 حتى عام 2025. ويحقق في نهاية الموسم 3 بطولات في أول مواسمه الاحترافية للفريق الأول لكرة القدم مع نادي الهلال، حيث شارك في (15) مباراة في كافة البطولات، وأحرز هدفين ضمن منافسات دوري كأس الأمير محمد بن سلمان للمحترفين.
تسلم قائد الأخضر مصعب الجوير في 06 يوليو 2021 كأس البطولة حيث توج المنتخب السعودي للشباب تحت 20 عاماً ببطولة كأس العرب التي أقيمت على ملعب الدفاع الجوي في مصر بعد فوزه على المنتخب الجزائري في المباراة النهائية، وأحرز مصعب الجوير في الدقيقة الثالثة من الشوط الأول.

## مسيرة اللاعب
مثل مصعب الجوير نادي الهلال في الفئات السنية ووقع أول عقد احترافي له مع النادي في 8 أغسطس 2021 تم ضمه للفريق الأول مطلع عام 2021. ظهر لأول مرة في 13 سبتمبر 2021 في مباراة دوري أبطال آسيا ضد الاستقلال. ظهر الجوير لأول مرة في الدوري وسجل أول أهدافه للنادي في 04 نوفمبر 2021 ضد نادي ضمك.في 18 مارس 2025، حصل مصعب الجوير، لاعب نادي الشباب، على جائزة أفضل لاعب واعد في دوري روشن السعودي عن شهر مارس.

## احصائيات

### النادي
آخر تحديث 31 مايو 2023.
| النادي  | الموسم  | دوري المحترفين السعودي | دوري المحترفين السعودي | دوري المحترفين السعودي | كأس الملك | كأس الملك | السوبر السعودي | السوبر السعودي | دوري أبطال آسيا | دوري أبطال آسيا | كأس العالم للأندية | كأس العالم للأندية | المجموع | المجموع |
| النادي  | الموسم  | قسم                    | الظهور                 | الأهداف                | الظهور    | الأهداف   | الظهور         | الأهداف        | الظهور          | الأهداف         | الظهور             | الأهداف            | الظهور  | الأهداف |
| ------- | ------- | ---------------------- | ---------------------- | ---------------------- | --------- | --------- | -------------- | -------------- | --------------- | --------------- | ------------------ | ------------------ | ------- | ------- |
| الهلال  | 2021–22 | دوري المحترفين السعودي | 8                      | 2                      | 3         | 0         | 0              | 0              | 3               | 0               | 1                  | 0                  | 15      | 2       |
| الهلال  | 2022–23 | دوري المحترفين السعودي | 12                     | 2                      | 1         | 0         | 0              | 0              | 1               | 0               | 1                  | 0                  | 15      | 2       |
| الهلال  | 2023–24 | دوري المحترفين السعودي |                        |                        |           |           |                |                |                 |                 |                    |                    |         |         |
| الشباب  | 2023–24 | دوري المحترفين السعودي |                        |                        |           |           |                |                |                 |                 |                    |                    |         |         |
| المجموع | المجموع | المجموع                | 20                     | 4                      | 4         | 0         | 0              | 0              | 3               | 0               | 1                  | 0                  | 30      | 4       |

## انجازات

### الهلال تحت 19 عامًا
- الدوري السعودي الممتاز لدرجة الشباب تحت 19 عامًا 2021–22.[9][10][11]

### الفريق الأول لكرة القدم
- دوري أبطال آسيا: 2021
- كأس السوبر السعودي 2021
- دوري المحترفين السعودي 2021–22
- كأس خادم الحرمين الشريفين 2022–23

### مع المنتخب
منتخب السعودية تحت 20 سنة لكرة القدم
- كأس العرب للمنتخبات تحت 20 سنة 2021.
- كأس العرب للمنتخبات تحت 20 سنة 2022.

منتخب السعودية تحت 23 سنة لكرة القدم
- بطولة كأس اتحاد غرب آسيا تحت 23 عامًا 2022